# Manuel Mejuto González

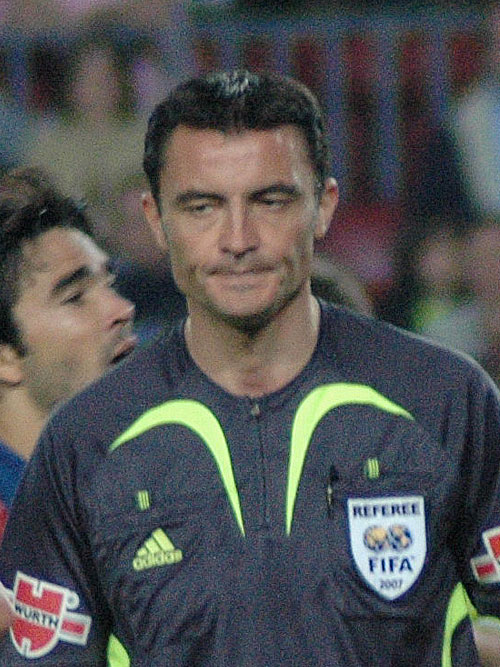
Manuel Mejuto González

Manuel Enrique Mejuto González (* 16. April 1965 in La Felguera, Langreo, Asturien) ist ein ehemaliger spanischer Fußballschiedsrichter.
Sein bedeutendster Einsatz war die Leitung des Finalspiels der UEFA Champions League 2005 zwischen dem FC Liverpool und dem AC Mailand.
Bei der Fußball-Weltmeisterschaft 2006 kam er nicht zum Einsatz, da zwei seiner drei Assistenten bei einem Fitnesstest der FIFA durchfielen.
Beim EM-Qualifikationsspiel zwischen Schottland und Italien am 17. November 2007 im Hampden Park in Glasgow unterliefen ihm und seinen Schiedsrichterassistenten einige schwerwiegende Fehler zu Lasten Schottlands. Nach Ansicht einiger Experten hätte ihn dies die Teilnahme an der Fußball-Europameisterschaft 2008 kosten können, gleichwohl wurde er schließlich von der UEFA als einer von nur zwölf Schiedsrichtern für die EM-Endrunde aufgeboten. Unterstützt wurde er bei der Leitung der Spiele von seinen Assistenten Juan Yuste Jiménez und Jesús Calvo Guadamuro. Am 9. Juni leitete er die Partie zwischen Rumänien und Frankreich. Die Partie zwischen Österreich und Deutschland am 16. Juni in Wien stand unter seiner Leitung. Bei diesem Spiel verwies er, nach Absprache mit dem vierten Offiziellen (Damir Skomina), die Trainer beider Mannschaften auf die Tribüne. Deutschlands Trainer Joachim Löw und Österreichs Trainer Josef Hickersberger, dessen Mannschaft allerdings bereits aus dem Turnier ausgeschieden war, wurden von der UEFA daraufhin für ein Spiel gesperrt.